# Бел Мид (Њу Џерзи)
Бел Мид (енгл. Belle Mead) насељено је место без административног статуса у америчкој савезној држави Њу Џерзи.

## Демографија
По попису из 2010. године број становника је 216.
| Група             | 2000.    | 2010.       |
| Белци             | 0 (0,0%) | 191 (88,4%) |
| Афроамериканци    | 0 (0,0%) | 2 (0,9%)    |
| Азијати           | 0 (0,0%) | 4 (1,9%)    |
| Хиспаноамериканци | 0 (0,0%) | 18 (8,3%)   |
| Укупно            | 0        | 216         |